# 龍頭駅
龍頭駅（ヨンドゥえき）は、大韓民国ソウル特別市東大門区龍新洞にあるソウル交通公社2号線（聖水支線）の駅である。駅番号は211-3。
東大門区庁という副駅名がある。

## 歴史
- 2005年10月20日 - ソウル特別市地下鉄公社（当時）2号線の駅として開業[1]。
- 2017年5月31日 - ソウルメトロとソウル特別市都市鉄道公社が統合され、ソウル交通公社の駅となる[2]。

## 駅構造

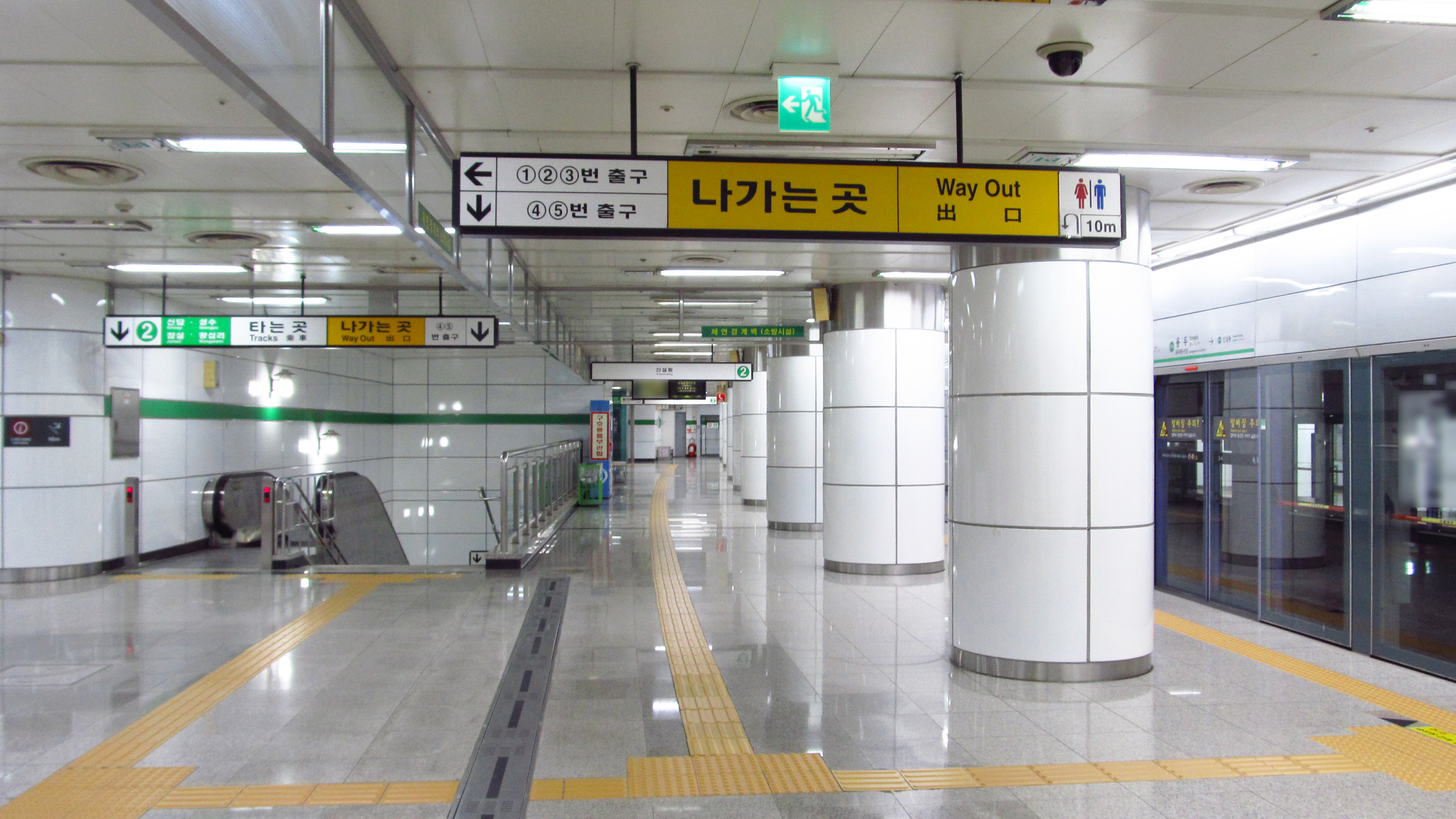
プラットホーム

相対式ホーム2面2線の地下駅、支線初のホームドア設置駅。

### のりば
案内上ののりば番号は設定されていない。
| 上り | 2号線 | 聖水方面   |
| 下り | 2号線 | 新設洞行き |

## 利用状況
近年の一日平均利用人員推移は下記のとおり。
| 路線  | 路線     | 2000年 | 2001年 | 2002年 | 2003年 | 2004年 | 2005年 | 2006年 | 2007年 | 2008年 | 2009年 | 出典  |
| ----- | -------- | ------ | ------ | ------ | ------ | ------ | ------ | ------ | ------ | ------ | ------ | ----- |
| 2号線 | 乗車人員 | 未開通 | 未開通 | 未開通 | 未開通 | 未開通 | 1,665  | 1,874  | 1,949  | 1,962  | 2,048  | [ 3 ] |
| 2号線 | 降車人員 | 未開通 | 未開通 | 未開通 | 未開通 | 未開通 | 1,628  | 2,020  | 2,221  | 2,329  | 2,337  | [ 3 ] |
| 2号線 | 乗降人員 | 未開通 | 未開通 | 未開通 | 未開通 | 未開通 | 1,804  | 3,894  | 4,170  | 4,291  | 4,386  | [ 3 ] |
| 路線  | 路線     | 2010年 | 2011年 | 2012年 | 2013年 | 2014年 | 2015年 |        |        |        |        | [ 3 ] |
| 2号線 | 乗車人員 | 2,151  | 2,208  | 2,222  | 2,228  | 2,262  | 2,227  |        |        |        |        | [ 3 ] |
| 2号線 | 降車人員 | 2,418  | 2,448  | 2,440  | 2,410  | 2,434  | 2,373  |        |        |        |        | [ 3 ] |
| 2号線 | 乗降人員 | 4,569  | 4,656  | 4,662  | 4,637  | 4,696  | 4,600  |        |        |        |        | [ 3 ] |

## 駅周辺
- 東大門区庁
- サムスンホームプラス東大門店
- 国民健康保険公団（朝鮮語版）東大門支社
- 大韓赤十字社ソウル支社
- ソウル施設公団（朝鮮語版）
- 東亜製薬（朝鮮語版）本社

## 隣の駅
ソウル交通公社
 2号線（聖水支線）
新踏駅 (211-2) - 龍頭駅 (11-3) - 新設洞駅 (211-4)